# Phycus flavus
Phycus flavus är en tvåvingeart som beskrevs av Lyneborg 1978. Phycus flavus ingår i släktet Phycus och familjen stilettflugor. Inga underarter finns listade i Catalogue of Life.